# 238710 Halassy
238710 Halassy è un asteroide della fascia principale. Scoperto nel 2005, presenta un'orbita caratterizzata da un semiasse maggiore pari a 2,7724306 UA e da un'eccentricità di 0,0665801, inclinata di 4,88612° rispetto all'eclittica.